# Sam Douglas
Pour les articles homonymes, voir Douglas.
Sam Douglas est un acteur britannique né le 17 juin 1957 à Banbury (Angleterre).

## Filmographie
- 1984 : Le Fil du rasoir (The Razor's Edge) : Homme au Kissing Booth
- 1985 : Clausia : Ginsberg
- 1985 : Les Douze salopards 2 (The Dirty Dozen: The Next Mission) (TV) : Anderson
- 1985 : Dreamchild : 4e Reporter
- 1985 : Le Justicier de New York (Death Wish 3) : Policier
- 1986 : Riders of the Storm : Vet 2
- 1986 : Murrow (TV) : Second journaliste
- 1987 : Les Douze Salopards - Mission Suicide (The Dirty Dozen: The Deadly Mission) (TV) : Hallet
- 1987 : Le Quatrième protocole (The Fourth Protocol) : Soldat russe
- 1988 : The Dressmaker (en) : Cpl. Zawadski
- 1989 : Magic Moments (TV) : Lee
- 1989 : Batman  de Tim Burton : Avocat
- 1992 : Le Pouvoir et la haine (To Be the Best) (TV) : Détective
- 1994 : Nobody's Children (TV) : Rob
- 1995 : Pirates (Hackers) : Professeur d'anglais
- 1996 : Mission impossible de Brian De Palma : Kiev Room Agent
- 1996 : Broken Glass (TV) : Voisin
- 1996 : Code Name: Wolverine (TV) : Spécial Agent Roy Murdoch
- 1997 : Le Cinquième Élément (The Fifth Element) de Luc Besson : Chef NY Cop
- 1997 : Painted Lady (feuilleton TV) : Nilsson
- 1999 : Eyes Wide Shut de Stanley Kubrick : Chauffeur de taxi
- 2000 : Le Dixième Royaume (The 10th Kingdom) (feuilleton TV) : Restaurant Diner
- 2000 : Snatch : Tu braques ou tu raques (Snatch) : Rosebud
- 2001 : Adrian Mole: The Cappuccino Years (TV) : Brick Eagleburger
- 2003 : Octave : Crash Site Detective
- 2004 : Method : Mr. Hinkley
- 2004 : Cody Banks, agent secret 2 : Destination Londres (Agent Cody Banks 2: Destination London) : Président USA
- 2004 : Beyond the Sea : Animateur de variétés #2
- 2005 : 'Dot.Kill (nl) de John Irvin
- 2005 : Piège en eaux profondes (Submerged) (vidéo) : Burgess
- 2005 : Dérapage (Derailed) : Détective à la Criminelle
- 2006 : Final Contract: Death on Delivery : Strasser
- 2006 : Alien Autopsy (en) de Jonny Campbell (en) : Président du réseau
- 2008 : Un Anglais à New York (How to Lose Friends and Alienate People) de Robert B. Weide : Employé à Post Modern
- 2011 : Colombiana  d'Olivier Megaton : William Woogard
- 2012 : Menace d'État (Cleanskin) : Harry
- 2013 : Un amour de pâtisserie (The Sweeter Side of Life) (TV) : Dino Ravettino
- 2013 : La Bible (The Bible) (série TV) : Herod
- 2017 : Valérian et la Cité des mille planètes de Luc Besson : un touriste
- 2022 : Massacre à la tronçonneuse (Texas Chainsaw Massacre) de David Blue Garcia : Herb
- 2022 : Operation Fortune: Ruse de guerre  de Guy Ritchie : Saul Goldstein
- 2023 : Ils étaient un seul homme (The Boys in the Boat) de George Clooney

## Ludographie
- 2010 : Heavy Rain : Scott Shelby (voix et modèle)
- 2022 : As Dusk Falls : Bear (voix et modèle)